# Ciudadanía europea

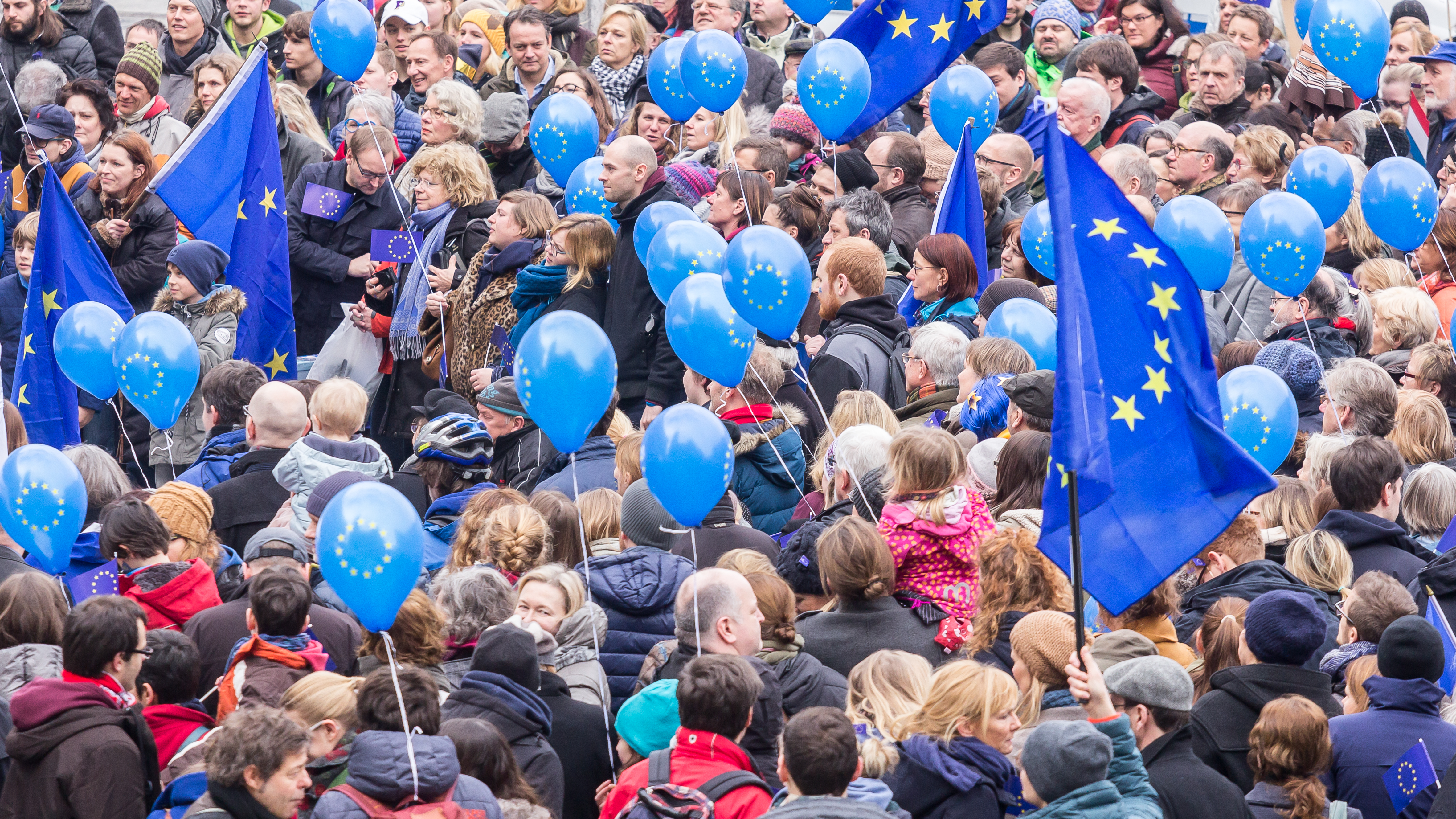
Ciudadanos con la bandera europea

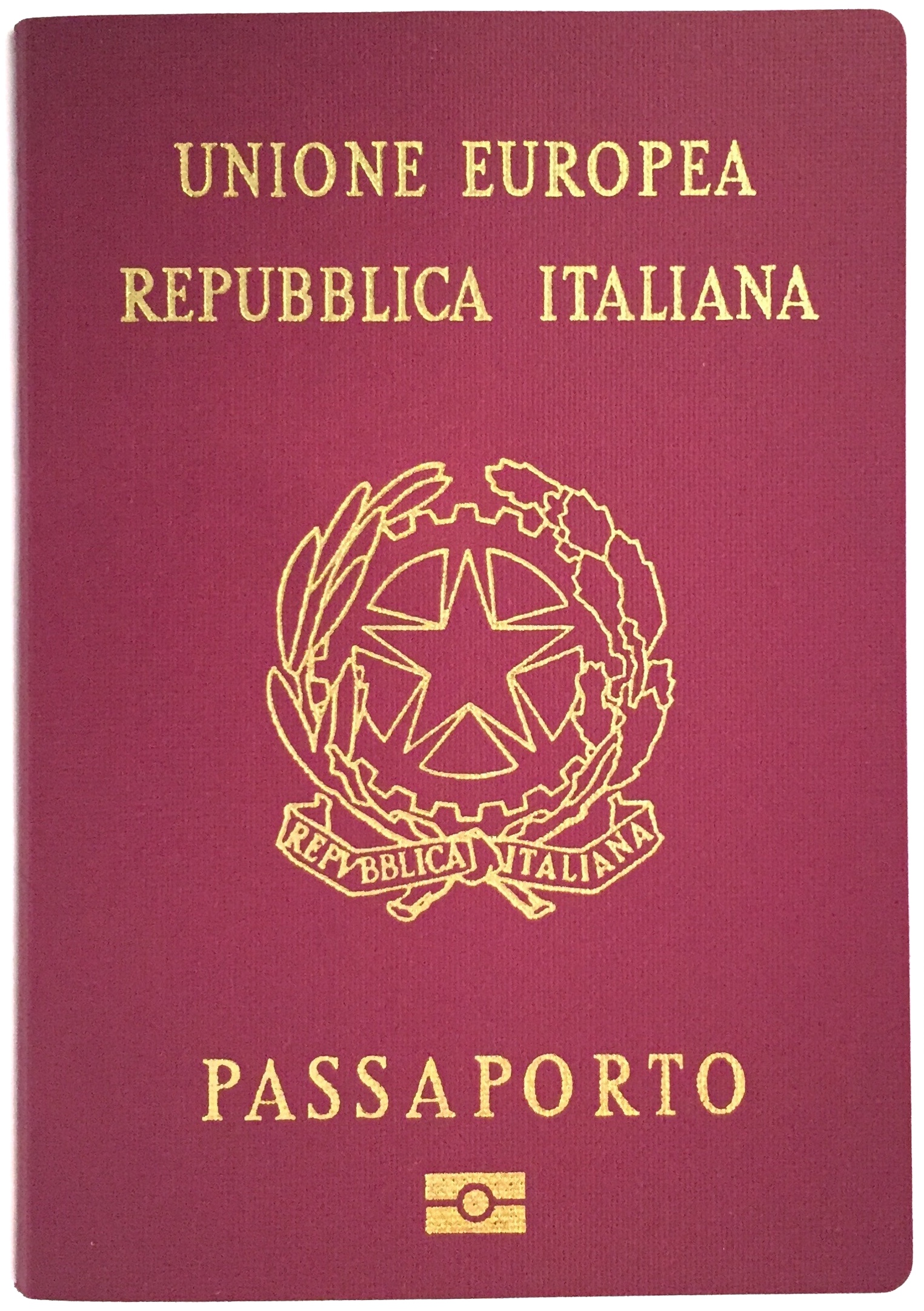
Pasaporte italiano donde se ve "Unión Europea" justo encima de "República Italiana" (todos los pasaportes de la Unión tienen el mismo esquema como este)

Es ciudadano de la Unión Europea, también llamado ciudadano de la Unión o ciudadano europeo, toda persona que ostente la nacionalidad de un Estado miembro de la Unión Europea. La ciudadanía de la Unión, por tanto, se une a la ciudadanía nacional sin sustituirla. El ciudadano disfruta de un conjunto de derechos, a cambio, éste estará sujeto también a una serie de obligaciones y deberes que la Unión le imponga.
La ciudadanía de la Unión fue creada por el Tratado de Maastricht en 1992. Figura en la Parte 2 (artículos 18 a 25) del Tratado de Funcionamiento de la Unión Europea y en el Capítulo V (artículos 39 a 46) de la Carta de los Derechos Fundamentales de la Unión Europea (los derechos en este último texto en sí mismo son todos derechos del ciudadano, aunque no estén en el Capítulo V) . 

Art 20.1 y 9 del TFUE y del TUE, respectivamente;
La ciudadanía de la Unión se añade a la ciudadanía nacional sin sustituirla.

Art 20.2 del TFUE;
Los ciudadanos de la UE son titulares de los derechos y están sujetos a los deberes establecidos en los Tratados.
Derechos:
a) de circular y residir libremente en el territorio de los Estados miembros;
b) de sufragio activo y pasivo en las elecciones al Parlamento Europeo y en las elecciones municipales del Estado miembro en el que residan, en las mismas condiciones que los nacionales de dicho Estado;
c) de acogerse, en el territorio de un tercer país en el que no esté representado el Estado miembro del que sean nacionales, a la protección de las autoridades diplomáticas y consulares de cualquier Estado miembro en las mismas condiciones que los nacionales de dicho Estado;
d) de formular peticiones al Parlamento Europeo, de recurrir al Defensor del Pueblo Europeo, así como de dirigirse a las instituciones y a los órganos consultivos de la UE en una de las lenguas de los Tratados y de recibir una contestación en esa misma lengua.
Estos derechos se ejercerán en las condiciones y dentro de los límites definidos por los Tratados y por las medidas adoptadas en aplicación de éstos.

## Historia
El concepto de ciudadanía europea está necesariamente unido al proyecto de construcción de la Unión Europea y necesita de una identidad europea que hasta ahora no ha existido. Los inicios de la Unión Europea están en los acuerdos económicos que pretendían alejar la posibilidad de una nueva guerra, pero, con figuras como Jean Monnet, se emprendió un proceso con un objetivo real de integración que aspiraba a ser definitivo. Las críticas a ese proceso, considerado por muchos elitista y burocrático, no impide que la institucionalización del concepto de Ciudadanía Europea en el Tratado de la Unión Europea sea un hito.
De hecho la plasmación de la ciudadanía europea ha supuesto un paso en la convergencia política y jurídica de Europa. Tiene las siguientes características: es una ciudadanía que desborda las fronteras nacionales, con vínculos débiles, de carácter estrictamente jurídico —ya que los ciudadanos europeos son ciudadanos de alguno de los Estados de la Unión Europea—, de carácter inactivo e instrumental. El fracaso en la aprobación de la Constitución Europea supuso un freno a una mejor institucionalización de la ciudadanía europea., que se ha salvado en parte tras la aprobación del Tratado de Lisboa.
A pesar de los problemas, tanto el proceso de su construcción como su plasmación se consideran como el gran referente y paradigma de la ciudadanía cosmopolita en el sentido de ser una ciudadanía posnacional, vinculada a valores universales como los derechos humanos y por tanto extensible a todo el mundo.

## Derechos del ciudadano
La importancia de la ciudadanía de la Unión radica en el hecho de que sus ciudadanos gozan de derechos auténticos al amparo del Derecho de la Unión Europea. Los derechos principales que confiere la ciudadanía con arreglo al Tratado de Funcionamiento y a la Carta de los Derechos Fundamentales de la Unión Europea son los siguientes:
- Derecho a circular y residir libremente en el territorio de los Estados miembros;
- Derecho a trabajar libremente en el territorio de los Estados miembros
- Derecho a estudiar de manera gratuita en los Estados miembros
- Derecho a ocupar un cargo público en entes de la administración comunitaria como el Banco Central Europeo.
- Derecho de sufragio activo y pasivo en las elecciones al Parlamento Europeo y municipales del Estado miembro en el que resida;
- Derecho a la protección de las autoridades diplomáticas y consulares de Estados miembros distintos del suyo;
- Derecho de petición ante el Parlamento Europeo;
- Derecho a acceder a los documentos de las instituciones, órganos y organismos de la Unión;
- Derecho a dirigirse al Defensor del Pueblo Europeo.

Algunos de los derechos “más visibles” de esa ciudadanía solo se disfrutan al desplazarse fuera del Estado del que se es nacional: participación en las elecciones al Parlamento Europeo y en las elecciones municipales del Estado Miembro en el que residan; acogerse a la protección de las autoridades diplomáticas y consulares en el territorio de un tercer país en el que no esté representado el Estado Miembro del que sean nacionales o por el hecho de circular y residir libremente en el territorio de los Estados miembros.
L. M. Diez Picazo afirma por ello que se corre el riesgo “de que la ciudadanía europea sea vista como un atributo de los europeos cosmopolitas en cuanto contrapuestos a los europeos provincianos”.